# Яремчук Софія Русланівна
Софія Яремчук (італ. Sofiia Yaremchuk; нар. 3 червня 1994, Львів, Україна) — українсько-італійська бігунка на довгі дистанції.

## Життєпис
Народилася і виросла у Львові в Україні, де почала займатися легкою атлетикою у 14 років, надаючи перевагу кросовому бігу та бігу на середні дистанції.
Після завершення навчання у 2016 році вона переїхала до Рима, де на той час працювала її мати, аби продовжити професійну кар'єру. У 2018 році остаточно оселилася в Італії.
У 2021 році вона отримала італійське громадянство.

### Кар'єра
У 2018 році взяла участь у чемпіонаті світу з напівмарафону у Валенсії, Іспанія, де фінішувала на 71-му місці.
У 2020 році взяла участь у чемпіонаті світу з напівмарафону в Гдині, Польща, де фінішувала на 25-му місці.
У жовтні 2021 року здобула перемогу на дистанції 10 км на шосе на абсолютному чемпіонаті Італії, а також дебютувала та виграла Венеційський марафон.
У 2022 році виграла шосейну гонку на 10 км на чемпіонаті Італії в Кастельфранко-Венето та у півмарафоні в Пізі. У жовтні того ж року зайняла 4-е місце на Франкфуртському марафоні, показавши час 2:25:36, що зробило її восьмою найкращою бігункою Італії на цій дистанції.У 2023 році посіла 9-е місце на Лондонському марафоні, покращивши свій особистий рекорд на півтори хвилини, що підняло її на п'яту позицію в рейтингу найкращих результатів на цій дистанції. У вересні вона вперше була викликана до складу збірної Італії для участі у першому чемпіонаті світу з шосейного бігу. 3 грудня 2023 року вона встановила новий рекорд Італії у марафоні з часом 2:23:16 на марафоні у Валенсії.
У 2024 році Яремчук встановила новий рекорд Італії в півмарафоні, фінішувавши другою на змаганнях у Неаполі з часом 1:08:28.
13 квітня 2025 із часом 31.39 посіла 7-е місце в особистому заліку забігу на 10 кілометрів на чемпіонаті Європи з шосейного бігу та здобула золоту нагороду на цій дистанції в командному заліку в складі команди Італії.

## Досягнення
| Рік                   | Змагання                         | Місто     | Подія           | Результат | Час     |
| --------------------- | -------------------------------- | --------- | --------------- | --------- | ------- |
| Виступаючи за Україна |                                  |           |                 |           |         |
| 2016                  | Чемпіонат Європи                 | Амстердам | Напівмарафон    | 50-те     | 1:16:30 |
| 2016                  | Чемпіонат Європи                 | Амстердам | Командний залік | 13-е      | 3:46:50 |
| 2018                  | Чемпіонат світу з напівмарафону  | Валенсія  | Індивідуально   | 71-ше     | 1:15:27 |
| 2021                  | Чемпіонат світу з напівмарафону  | Гдиня     | Індивідуально   | 25-те     | 1:10:42 |
| 2021                  | Чемпіонат світу з напівмарафону  | Гдиня     | Командний залік | 9-е       | 3:34:12 |
| Виступаючи за Італія  |                                  |           |                 |           |         |
| 2023                  | Чемпіонат світу з шосейного бігу | Рига      | Напівмарафон    | 11-те     | 1:09:37 |
| 2024                  | Чемпіонат Європи                 | Рим       | Напівмарафон    | 19-те     | 1:11:32 |
| 2024                  | Олімпійські ігри                 | Париж     | Марафон         | 30-те     | 2:30:20 |

## Інші міжнародні змагання
2019
- 7-ме місце на Римському напівмарафоні ( Рим) — 1:11:17

2020
- 6-те місце на BOclassic ( Больцано) — 10 км, 33:12

2021
- 1-ше місце на Венеційському марафоні ( Венеція) — 2:29:12
- 13-те місце на Стамбульському напівмарафоні ( Стамбул) — 1:12:18

2022
- 4-те місце на Франкфуртському марафоні ( Франкфурт) — 2:25:36
- 5-те місце на Лісабонський напівмарафон ( Лісабон) — 1:10:35
- 5-те місце на Празькому напівмарафоні ( Прага) — 1:09:09
- 6-те місце на Great Manchester Run ( Манчестер) — 32:36

2023
- 9-те місце на Лондонському марафоні ( Лондон) — 2:24:02
- 9-те місце на Валенсійському марафоні ( Валенсія) — 2:23:16
- 5-те місце на Римському напівмарафоні ( Рим) — 1:08:49
- 6-те місце на Birell Grand Prix ( Прага) — 32:14